# مرکز آموزشی شهید کچوئی
مرکز آموزشی شهید کچوئی تنها مرکز آموزشی سربازهای زندان در ایران است،که زیر نظر سازمان‌ زندان‌ها‌ و‌ اقدامات‌ تأمینی‌ و‌ تربیتی‌ کشور  میباشد و در منطقه حسین آباد،فردیس کرج واقع گردیده است.

## تاریخچه
مرکز آموزش تخصصی شهید کچویی فعالیت آموزشی خود را عملاً از مورخ هجده آذر ۱۳۷۵ آغاز کرد.
نام‌گذاری این مرکز به نام شهید محمدکچویی نامگذاری شده است. شهید محمد کچویی، اولین رئیس زندان‌ اوین پس از انقلاب اسلامی در سال ۱۳۵۷ بود که در سال ۱۳۶۰ به شهادت رسید. نامگذاری مرکز به نام ایشان، به دلیل جایگاه و اهمیت ایشان در ساختار زندان‌ها و قوه قضائیه پس از انقلاب است

## همچنین ببینید
- سازمان زندان‌ها و اقدامات تأمینی و تربیتی کشور
- قوه قضائیه جمهوری اسلامی ایران
- زندان اوین